# 梅尔·布朗
梅尔文·“梅尔”·布朗（英語：Melvin "Mel" Brown，1935年7月22日—2019年11月12日），加拿大男子篮球运动员。他曾代表加拿大获得1956年夏季奥运会男子篮球比赛第九名。他于2019年在北温哥华去世。